# مستشفى قوى الأمن
أنشأ مستشفى قوى الأمن عام 1393هـ الموافق (1972م)، حينما تم افتتاح مستوصف صغير بموارد محدودة جداً بمدينة الرياض ثم تمت توسعته في عام 1396هـ (1975م) ليصبح مستشفى يعمل بطاقة تشغيلية قدرها (20) سريراً. وبدعم من الأمير نايف بن عبدالعزيز وزير الداخلية ونائبه الأمير أحمد بن عبد العزيز شُيد مستشفى بجوار هذا المستوصف بطاقة تشغيلية قدرها (120) سريراً. وعند انتهاء تشييده أسندت عملية تشغيله لإحدى الشركات الوطنية تحت إشراف ومتابعة ممثلي وزارة الداخلية. وأطلق فيما بعد على هذا المشروع اسم مستشفى قوى الأمن، كما سميت مرحلة التشييد مشروع المرحلة الأولى.
وبدأت في عام 1402هـ (1981م) المرحلة الثانية لتشييد مستشفى على أرض مساحتها 65360 متراً مربعاً وقد اكتملت في عام 1406هـ (1985م) واستمر المستشفى في النمو والتطور. في عام 1409هـ (1988م) قام الأمير نايف بن عبد العزيز آل سعود وزير الداخلية بتوقيع عقد تشغيل وإدارة مستشفى قوى الأمن والمستشفى الميداني المتنقل بمكة المكرمة مع إحدى الشركات الوطنية المتخصصة في تشغيل وصيانة المستشفيات. وفي نهاية عام 1412هـ (1991م) تم تمديد العقد لفترات أخرى، حيث أثمرت ترسية هذين العقدين في حدوث تطور هائل في موارد المستشفى، حيث ازداد عدد الأسرة حتى وصل إلى (508) أسرة، كما تم افتتاح عددٍ من الأقسام الجديدة وتوسعة الأقسام الأخرى القائمة بينما تم توفير أجهزة طبية متقدمة.
وقد باشرت وزارة الداخلية في عام 1419هـ (1998م) مسؤولية تشغيل وصيانة مستشفى قوى الأمن والمستشفى الميداني المتنقل بمكة المكرمة، وأصبح المستشفى معروفاً باسم برنامج مستشفى قوى الأمن. وأصبح اليوم برنامج مستشفى قوى الأمن من أكثر المستشفيات التي تتمتع بسمعة جيدة ومكانة مرموقة في المملكة، وحاليا يوجد له فرعان احدهم بالمنطقة الشرقية والآخر بمنطقة مكة المكرمة وتقدم خدماتها لمنسوبي وزارة الداخلية وأسرهم.
ويشهد حالياً انطلاقة مشاريع جديدة تهدف إلى توسيع طاقته الاستيعابية لخدمة أكبر شريحة ممكنة حيث تم إنشاء مركز الأمير نايف لأمراض وديلزة الدم في عام 2008 كما تم اعتماد برج من ثمانية طوابق لإغراض طبية متخصصة.
ويلتزم المستشفى من خلال رسالته التي تهدف إلى تقديم خدمات صحية متميزة لمراجعية بأفضل أساليب الجودة ويسعى حثيثاً إلى تطوير وتحسين نوعية الخدمات وفق أفضل المعايير العالمية.

## إنجازات المستشفى
خطا مستشفى قوى الأمن خطوات كبيرة على درب تطوير وتحسين الخدمات الطبية المقدمة للمرضى بشقيها الوقائي والعلاجي، وإجراء العمليات الجراحية في مجال جراحة العظام والجراحات التقويمية وزادت زيادة ملحوظة الخدمات المقدمة للمرضى منذ عام 1396هـ وحتى الآن. ولم يقتصر دور المستشفى على القيام بالدور التقليدي للمستشفيات التخصصية من تقديم الرعاية الطبية الشاملة، وإنما تخطى دور المستشفى ذلك، حيث أصبح المستشفى مركزاً تعليمياً وتدريبياً معترفاً به رسمياً من قبل الهيئة السعودية للتخصصات الطبية، بالإضافة إلى حصول تخصصات مختلفة بالمستشفى على اعتراف هيئات طبية أخرى محلية وعالمية. كما خطى المستشفى خطوات كبيرة على طريق السعودة وزيادة الموظفين السعوديين في مختلف التخصصات، مدعماً ذلك بصقل مهاراتهم عن طريق إتاحة فرص التدريب والابتعاث المحلي والخارجي التي أقيمت للموظفين السعوديين بالمستشفى. وتم تطبيق مبدأ الاستخدام الأمثل للموارد في كافة أقسام وإدارات المستشفى، مع المحافظة على نوعية وجودة الخدمات، ومواكبتها للمستويات العالمية. وفي مجال سعي المستشفى لمواكبة كافة التطورات على الساحة الطبية العالمية ارتبط المستشفى بشبكة الإنترنت العالمية، ووضع عنوان دائم وصفحات بريد إلكتروني على هذه الشبكة العالمية. كما قام المستشفى بتنظيم عدد من الندوات العالمية للغرض نفسه. حيث ما زالت أعداد المبتعثين داخل وخارج المملكة لنيل درجات الزمالة والدكتوراه والماجستير في مختلف التخصصات الطبية سياسة ثابتة للمستشفى لتأهيل القوى البشرية السعودية للعمل في هذا الصرح الطبي الكبير. كما تم تطبيق مبدأ الاستخدام الأمثل للموارد في كافة أقسام وإدارات المستشفى مع المحافظة على نوعية وجودة الخدمات المقدمة ومواكبتها للمستويات العالمية، وتم عقد عدد من الندوات المحلية عن الاستخدام الأمثل للموارد لزيادة الوعي لدى الموظفين عن هذه الموضوع، وأصبح جميع العاملين بالبرامج يعملون تحت شعار.. خدمات أفضل في ظل الترشيد والاستخدام الأمثل للموارد. وتوضح البيانات الإحصائية لمختلف أقسام ووحدات المستشفى زيادة ملحوظة في استيعاب أعداد المراجعين، والخدمات العلاجية والوقائية المقدمة، بالرغم من عدم زيادة أعداد القوى العاملة، والاستمرار في ترشيد الإنفاق. وقد تحقق ذلك بزيادة مضطردة من خلال تطبيق سياسة الاستخدام الأمثل للموارد البشرية والمالية بصورة فاعلة، كما تميزت النتائج بارتفاع مستوى جودة الخدمات العلاجية، والتنظيم الإداري وسرعة الإنجاز، مما انعكس بشكل إيجابي على الخدمات المقدمة للمرضى، وزيادة رضاهم وثقتهم في خدمات المستشفى وقد تمكن المستشفى من تحديث أكثر من "20% " من مجموع معداته وأجهزته.

## الاعتراف بأهليته التعليمية والتدريبية
- تم الاعتراف بقسم النساء والولادة بالمستشفى من قبل الكلية الإكلينيكية البريطانية لأطباء النساء والولادة بلندن.
- تم الاعتراف بقسم التخدير بالمستشفى من قبل الكلية الملكية للجراحين بإيرلندا.
- تم الاعتراف بقسم العيون بالمستشفى من قبل جامعة الملك سعود، ليكون مركزاً مؤهلاً لتدريب الأطباء المقيمين لبرنامج الزمالة في تخصص العيون. ويأتي هذا الاعتراف مكملاً للاعترافات السابقة التي حصل عليها المستشفى من المجلس العربي للتخصصات الطبية.
- تم الاعتراف بصلاحية مستشفى قوى الأمن للتدريب على تخصص الطب الباطني من قبل المجلس العربي للتخصصات الطبية.
- تم الاعتراف بالمستشفى للتدريب على تخصصات الجراحة العامة من قبل المجلس العلمي العربي لاختصاص الجراحة، باستثناء فترة جراحة الأعصاب والقلب ومدة الدراسة (4) سنوات.
- تم الاعتراف بالمستشفى للتدريب على أمراض طب الأطفال للزمالة العربية ومدة هذا البرنامج (4) سنوات.
- الاعتراف بالمستشفى كمركز تعليمي وتدريبي من قبل الهيئة السعودية للتخصصات الصحية لجميع التخصصات.

## خدمات وأجهزة وأقسام طبية حديثة
وفي هذا الإطار يمكن رصد عدد كبير من الإنجازات، نذكر منها على سبيل المثال لا على سبيل الحصر افتتاح وحدة قسطرة القلب وإنشاء وحدة العناية المركزة الخاصة بالأطفال والتي أنشئت ضمن المقر الجديد لقسم الأطفال وافتتاح وحدة غسيل الكلى «وحدة التنقية الدموية» ودعمها بأكفأ الأطباء. كما تم إنشاء وحدة جراحة وباطنة للأطفال وإنشاء وحدة لأمراض الشبكية وإدخال خدمة جراحة المناظير الجوفية لاستئصال المرارة وعمليات الأمعاء والقولون وكذلك إدخال أساليب جراحية حديثة للمستشفى مثل عملية تفميم الكيس الدمعي مع فتحة الأنف، بواسطة ثاني أكسيد كربون أشعة الليزر، وعمليات جراحة الانكسار (استئصال القرنية الجذري)وإدخال وحدة الليزر بشعبة الجراحة التجميلية والتقويمية وجراحة اليد ووحدة الفحص الشعاعي بالرنين المغناطيسي وتطوير وحدة جراحة اليد والجراحة المجهرية. وما زالت قائمة الإنجازات مستمرة في مستشفى قوى الأمن، وتتضمن الخطط المستقبلية للمستشفى العديد من المشاريع التي تهدف إلى المزيد من التطوير والتحديث الفني والمهني وستظهر قريباً إلى حيز الوجود إن شاء الله. وقد بدأت خدمة الطب الاتصالي بالمستشفى في عام 1416هـ عندما شرف المستشفى صاحب السمو الملكي الأمير نايف بن عبد العزيز النائب الثاني وزير الداخلية ـ يحفظه الله ـ بافتتاح وتشغيل نظام الحاسب الآلي الجديد والإعلان عن بدء برنامج الاتصال الطبي والفضائي ومشاهدة سموه الكريم لبث حي ومباشر للمناقشات والمشاورات التي تمت مع مستشفى ما ستش يوستش بجامعة هارفارد ومستشفى كليفلاند بالولايات المتحدة الأمريكية حول بعض الحالات المرضية